# Zastava M88
Zastava M88 je poluautomatski pištolj kojeg je u Jugoslaviji proizvodila Zastava Oružje. Pištolj je modificiran u odnosu na prijašnje modele M57 i M70A koji su se bazirali na sovjetskom Tokarevu. Tako je primjerice pištolj koristio streljivo kalibra 9x19mm Parabellum što mu je omogućavalo izvoz. Tako se Zastava M88 počela prodavati i na američkom tržištu gdje ju je na temelju licence proizvodila tvrtka European American Arms Inc. Ti pištolji bili su dostupni i sa streljivom kalibra .40 S&W.
M88 je imao limitiranu uporabu u jugoslavenskoj vojsci i policiji ali je zamijenjen s pištoljima iz serije CZ 99 koji su imali veći kapacitet. Od kada je pištolj postao dostupan za civilnu uporabu, M88 se počeo koristio kao pištolj prilikom obuke u nekim vojnim kampovima u Srbiji.

## Korisnici
- Jugoslavija: bivši korisnik. M88 se u ogranićenim količinama koristio u JNA i policiji.
- Srbija: koristi se u vojnim kampovima za obuku.
- SAD: M88 se u Americi prodavao na civilnom tržištu.

## Vanjske poveznice
- EAAcorp.com - Zastava M88  Arhivirana inačica izvorne stranice od 26. rujna 2010. (Wayback Machine)
- Zastava M88 (en.Wiki)